# Hörndljoch
Hörndljoch är ett bergspass i Österrike. Det ligger i den västra delen av landet, 400 km väster om huvudstaden Wien. Hörndljoch ligger 2 553 meter över havet.
Terrängen runt Hörndljoch är bergig. Runt Hörndljoch är det ganska glesbefolkat, med 30 invånare per kvadratkilometer.. Närmaste större samhälle är Mayrhofen, 17,4 km nordväst om Hörndljoch. 
Trakten runt Hörndljoch består i huvudsak av gräsmarker.